# Dunwan Hill

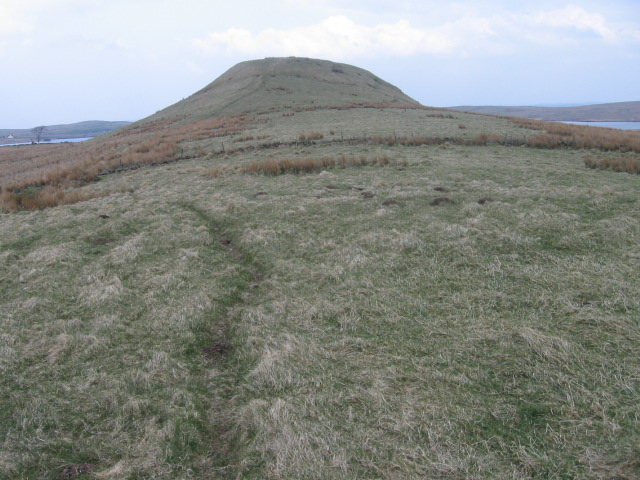
Dunwan Hill

Das Hillfort von Dunwan Hill ist ein spätbronzezeitliches oder früheisenzeitliches Fort am gleichnamigen Hügel. Es liegt etwa vier Kilometer südwestlich von Eaglesham in der schottischen Council Area East Renfrewshire. Seit 2011 ist Dunwan Hill in den schottischen Denkmallisten als Scheduled Monument klassifiziert.

## Geschichte
Die frühesten befestigten Defensivanlagen in Schottland stammen aus der späten Bronzezeit um das Jahr 1200 v. Chr. Die meisten wurden jedoch erst in der frühen Eisenzeit um 800 v. Chr. erbaut. Die holzverstärkten Schutzwälle des nahegelegenen Forts Craigmarloch werden um diese Zeit datiert, was einen Hinweis auf das Alter von Dunwan Hill geben könnte. Meist waren solche Anlagen bis um das Jahr 400 n. Chr. in Benutzung, teilweise auch bis ins späte 1. Jahrtausend. Dunwan Hill wurde noch nicht eingehend archäologisch untersucht, sodass bisher keine Altersbestimmung vorgenommen wurde.

## Beschreibung
Das Fort liegt auf der flachen Kuppe eines niedrigen, auffälligen Hügels mit steilen Hängen auf einer Höhe von rund 300 m über Meeresniveau. Lediglich an der Südwestflanke ist ein flacherer Aufstieg möglich. Die Kuppe, die einen guten Überblick über die Umgebung bietet, ist von einem niedrigen, grasbewachsenen Schutzwall umfriedet, der möglicherweise einst höher war und heute am besten in Luftaufnahmen erkennbar ist. Mit einer Höhe von 25 cm und einer Mächtigkeit von etwa zwei Metern ist der Wall heute an der Nordseite am besten erhalten. Er besteht aus Erde und ungeschichtetem Steinmaterial. Im Südwesten ist der Eingang durch einen etwa zwei Meter weiten Einschnitt im Wall zu erkennen. Es existieren Indizien, dass einst ein zweiter, hufeisenförmiger Schutzwall zwanzig Meter unterhalb des Hauptwalls vorhanden war. Da diese Anlage jedoch mit der Umfriedung eines ehemaligen Bauernhofes zusammenfällt, ist nicht zweifelsfrei geklärt, ob es sich dabei um ein historisches Bauwerk handelt.
Das eingeschlossene Areal weist eine annähernd dreieckige Form auf. Die maximale Länge beträgt 87 m und die Breite reduziert sich sukzessive von etwa 60 m auf 18 m im Südwesten. Im westlichen Bereich befinden sich zwei abgesenkte Bereiche, die möglicherweise auf Standorte von Rundhütten hindeuten könnte.